# Ballantine Books
Pour les articles homonymes, voir Ballantine.
Ballantine Books est une maison d'édition américaine, spécialisée dans les romans au format paperback, fondée en 1952 par Ian Ballantine.
Le premier roman publié par Ballantine est Executive Suit de Cameron Hawley (1952), adapté au cinéma deux ans plus tard (La Tour des ambitieux).
En 1953, Ballantine publie son premier roman de science-fiction, Planète à gogos de Frederik Pohl et Cyril M. Kornbluth. Elle devient bientôt l'un des principaux éditeurs de science-fiction et de fantasy aux États-Unis. Dans les années 1960, une querelle juridique l'oppose à Ace Books sur les droits de l'édition américaine du Seigneur des anneaux de J. R. R. Tolkien. En 1977, Ballantine lance la branche Del Rey Books, dirigée par Lester del Rey, spécialement pour ces genres.
Ballantine Books est rachetée par Random House en 1973 et appartient aujourd'hui au groupe de médias Bertelsmann.